# ה
La letra He, Heh o Hei, en hebreo: ה‎, es la quinta letra en orden del alfabeto hebreo, equivalente y descendiente de la letra fenicia he (𐤄), que generalmente representa el sonido [h], aunque también es usada como mater lectionis.
En hebreo moderno la frecuencia del uso de hei, de todas las letras, es 8,18%.

## Escritura
En hebreo se escribe como ה, su nombre en hebreo es הֵא que se transcribe como he.
| Formas   | Formas     | Formas |
| Cuadrada | Manuscrita | Rashi  |
| -------- | ---------- | ------ |
| ה        | Manuscrita | Raixí  |

## Pronunciación
En hebreo moderno, este grafema representa, la consonante Fricativa glotal sonora /ɦ/. En el habla cotidiana puede omitirse y quedar como una letra muda, aunque esta pronunciación se considera deficiente.
Además, en muchas pronunciaciones hebreas variantes, la letra puede representar una oclusión glotal.
También puede emplearse como mater lectionis. En la posición final de palabra, hei se usa para indicar una vocal a, generalmente la de qamatz  ( ָ    ), y en este sentido funciona como álef, vav y yud como mater lectionis, indicando la presencia de una vocal larga.
Hei, junto con Aleph, Ayin, Reish y Khet, no pueden recibir un daguesh. No obstante, recibe una marca idéntica al dagesh, para formar hei mappiq (הּ. Aunque indistinguible para la mayoría de los hablantes o lectores modernos de hebreo, el mapiq se coloca en una hei final de palabra para indicar que la letra no es simplemente una mater lectionis, sino que la consonante debe aspirarse en esa posición. Generalmente se usa en hebreo para indicar el marcador de genitivo singular femenino en tercera persona. Hoy en día, tal pronunciación solo ocurre en contextos religiosos e incluso entonces, a menudo, solo la realizan lectores cuidadosos de las Escrituras.

## Uso
Unido a las palabras, Hei puede tener tres posibles significados:
- Una preposición que significa el artículo definido "el", o los pronombres relativos "eso" o "quién" (como en "un niño que lee"). Por ejemplo, yeled, un niño; hayaled, el niño.
- Un prefijo que indica que la oración es una pregunta. Por ejemplo, Yadata, Sabías; Hayadata?, ¿Sabías?
- Un sufijo después de los nombres de lugares que indica el movimiento hacia el sustantivo dado. Por ejemplo, Yerushalayim, Jerusalén ; Yerushalaymah, hacia Jerusalén.

## Simbolismo
En gematria hei simboliza el número cinco y cuando se usa al comienzo de los años hebreos, significa 5000. Por ejemplo, התשנ״ד en números sería la fecha 5754.
Hei, que representa cinco en gematria, se encuentra a menudo en amuletos, simbolizando los cinco dedos de una mano, la Jamsa, un símbolo talismánico muy común.

#### En el judaísmo
He menudo se usa para representar el nombre de Dios como una abreviatura de Hashem, que significa El Nombre y es una forma de decir Dios sin decir realmente el nombre de Dios (YHWH). En forma impresa, Hashem generalmente se escribe como Hei con un gueresh :ה׳

## Unicode
Su valor en Unicode es U+05D4.
| Carácter      | ה                | ה                |
| ------------- | ---------------- | ---------------- |
| Unicode       | HEBREW LETTER HE | HEBREW LETTER HE |
| Codificación  | decimal          | hex              |
| Unicode       | 1492             | U+05D4           |
| UTF-8         | 215 148          | D7 94            |
| Ref. numérica | &#1492;          | &#x5D4;          |